# Lesotho aux Jeux olympiques d'été de 2016
Le Lesotho participe aux Jeux olympiques d'été de 2016 à Rio de Janeiro au Brésil du 5 août au 21 août. Il s'agit de sa 11e participation à des Jeux d'été.

## Athlétisme

### Homme

#### Course
| Athlètes         | Compétitions | Série          | Série | Demi-finales | Demi-finales | Finale          | Finale  |
| Athlètes         | Compétitions | Temps          | Rang  | Temps        | Rang         | Temps           | Rang    |
| ---------------- | ------------ | -------------- | ----- | ------------ | ------------ | --------------- | ------- |
| Mosito Lehata    | 100 mètres   | 10 s 25        | 4e    | Éliminé      | Éliminé      | Éliminé         | Éliminé |
| Mosito Lehata    | 200 mètres   | 20 s 65        | 7e    | Éliminé      | Éliminé      | Éliminé         | Éliminé |
| Namakoe Nkhasi   | 5 000 mètres | 13 min 41 s 92 | 15e   | NC           | NC           | Éliminé         | Éliminé |
| Lebenya Nikoka   | Marathon     | NC             | NC    | NC           | NC           | 2 h 25 min 13 s | 95e     |
| Tsepo Mathibelle | Marathon     | NC             | NC    | NC           | NC           | DNF             | /       |

### Femme

#### Course
| Athlètes      | Compétitions | Série         | Série | Demi-finales | Demi-finales | Finale   | Finale   |
| Athlètes      | Compétitions | Temps         | Rang  | Temps        | Rang         | Temps    | Rang     |
| ------------- | ------------ | ------------- | ----- | ------------ | ------------ | -------- | -------- |
| Tsepang Sello | 800 mètres   | 2 min 10 s 22 | 8e    | Éliminée     | Éliminée     | Éliminée | Éliminée |